# Boufbowl
Boufbowl est une bande dessinée française de Grelin et Maxe L'Hermenier édité par Ankama Éditions. Il raconte les débuts de Kriss la Krass au sport du Boufbowl, dont il deviendra une légende.